# Коновалов, Фёдор Федулович
Фёдор Феду́лович Конова́лов (1918—1980) — лейтенант Советской Армии, участник Великой Отечественной войны, Герой Советского Союза (1944).

## Биография
Фёдор Коновалов родился 12 сентября 1918 года в селе Булдыга (ныне — Атюрьевский район Мордовии). Получил начальное образование, после чего, изгнанный коллективизацией, как и многие его односельчане, из села, уехал в Москву и работал слесарем на одном из заводов. В 1939 году Коновалов был призван на службу в Рабоче-крестьянскую Красную Армию. Служил в Киевском военном округе, поэтому на фронте оказался с самого начала Великой Отечественной войны. При отступлении под Киевом он спас много детей, обеспечив их переправу через Днепр в тыл. В 1944 году он окончил Мичуринское военно-инженерное училище, после чего командовал взводом 82-го гвардейского отдельного сапёрного батальона 71-й гвардейской стрелковой дивизии 6-й гвардейской армии 1-го Прибалтийского фронта. Отличился во время форсирования Западной Двины.
25 июня 1944 года Коновалов изготовил плот из подручных материалов, после чего в районе деревни Мамойки Бешенковичского района Витебской области Белорусской ССР переправил на нём более 300 бойцов и командиров со всем вооружением и боеприпасами, что способствовало успешному захвату и удержанию плацдарма на западном берегу реки.
Указом Президиума Верховного Совета СССР от 22 июля 1944 года лейтенант Фёдор Коновалов был удостоен высокого звания Героя Советского Союза с вручением ордена Ленина и медали «Золотая Звезда».
В 1946 году в звании гвардии лейтенанта Коновалов был уволен в запас. Проживал и работал в городе Ковдоре Мурманской области, скончался 20 января 1980 года, в его честь одной из улиц города была присвоена его фамилия.
Был также награждён орденом Отечественной войны 2-й степени и рядом медалей.